# Identidad de Binet-Cauchy
En álgebra, la identidad de Binet-Cauchy, que lleva el nombre de Jacques Philippe Marie Binet y de Augustin Louis Cauchy, establece que
{\displaystyle {\biggl (}\sum _{i=1}^{n}a_{i}c_{i}{\biggr )}{\biggl (}\sum _{j=1}^{n}b_{j}d_{j}{\biggr )}={\biggl (}\sum _{i=1}^{n}a_{i}d_{i}{\biggr )}{\biggl (}\sum _{j=1}^{n}b_{j}c_{j}{\biggr )}+\sum _{1\leq i<j\leq n}(a_{i}b_{j}-a_{j}b_{i})(c_{i}d_{j}-c_{j}d_{i})}
para cada elección de un número real o número complejo (o más generalmente, elementos de un anillo conmutativo).
Al configurar ai = ci y bj = dj, se obtiene la identidad de Lagrange, que es una versión más fuerte de la desigualdad de Cauchy-Bunyakovsky-Schwarz para el espacio euclídeo {\displaystyle \textstyle \mathbb {R} ^{n}}.

## La identidad de Binet-Cauchy y el álgebra exterior
Cuando n = 3, el primer y segundo términos en el lado derecho se convierten en las magnitudes cuadradas del producto escalar y del producto vectorial respectivamente; en las dimensiones n, se convierten en las magnitudes del producto esscalar y del producto exterior. Se puede escribir como
{\displaystyle (a\cdot c)(b\cdot d)=(a\cdot d)(b\cdot c)+(a\wedge b)\cdot (c\wedge d)}
donde a, b, c y d son vectores. También se puede escribir como una fórmula que da el producto escalar de dos productos exteriores, como
{\displaystyle (a\wedge b)\cdot (c\wedge d)=(a\cdot c)(b\cdot d)-(a\cdot d)(b\cdot c)\,,}
que se puede escribir como
{\displaystyle (a\times b)\cdot (c\times d)=(a\cdot c)(b\cdot d)-(a\cdot d)(b\cdot c)}
en el caso n = 3.
En el caso especial a = c y b = d, la fórmula se convierte en
{\displaystyle |a\wedge b|^{2}=|a|^{2}|b|^{2}-|a\cdot b|^{2}.}
Cuando tanto a como b son vectores unitarios, se obtiene la relación habitual
{\displaystyle \sin ^{2}\phi =1-\cos ^{2}\phi }
donde φ es el ángulo entre los vectores.

## Notación de Einstein
Una relación entre los símbolos de Levi-Cevita y la delta de Kronecker generalizada es
{\displaystyle {\frac {1}{k!}}\varepsilon ^{\lambda _{1}\cdots \lambda _{k}\mu _{k+1}\cdots \mu _{n}}\varepsilon _{\lambda _{1}\cdots \lambda _{k}\nu _{k+1}\cdots \nu _{n}}=\delta _{\nu _{k+1}\cdots \nu _{n}}^{\mu _{k+1}\cdots \mu _{n}}\,.}
La forma {\displaystyle (a\wedge b)\cdot (c\wedge d)=(a\cdot c)(b\cdot d)-(a\cdot d)(b\cdot c)} de la identidad de Binet-Cauchy se puede escribir como
{\displaystyle {\frac {1}{(n-2)!}}\left(\varepsilon ^{\mu _{1}\cdots \mu _{n-2}\alpha \beta }~a_{\alpha }~b_{\beta }\right)\left(\varepsilon _{\mu _{1}\cdots \mu _{n-2}\gamma \delta }~c^{\gamma }~d^{\delta }\right)=\delta _{\gamma \delta }^{\alpha \beta }~a_{\alpha }~b_{\beta }~c^{\gamma }~d^{\delta }\,.}

## Demostración
Desarrollando el último término,
{\displaystyle \sum _{1\leq i<j\leq n}(a_{i}b_{j}-a_{j}b_{i})(c_{i}d_{j}-c_{j}d_{i})}
{\displaystyle =\sum _{1\leq i<j\leq n}(a_{i}c_{i}b_{j}d_{j}+a_{j}c_{j}b_{i}d_{i})+\sum _{i=1}^{n}a_{i}c_{i}b_{i}d_{i}-\sum _{1\leq i<j\leq n}(a_{i}d_{i}b_{j}c_{j}+a_{j}d_{j}b_{i}c_{i})-\sum _{i=1}^{n}a_{i}d_{i}b_{i}c_{i}}

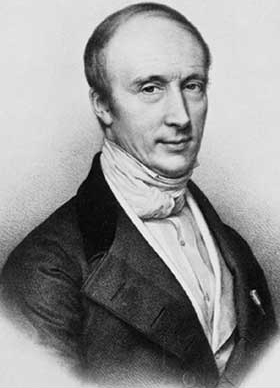
Augustin-Louis Cauchy en 1901

donde el segundo y cuarto términos son iguales y se suman para completar los términos de la siguiente manera:
{\displaystyle =\sum _{i=1}^{n}\sum _{j=1}^{n}a_{i}c_{i}b_{j}d_{j}-\sum _{i=1}^{n}\sum _{j=1}^{n}a_{i}d_{i}b_{j}c_{j}.}
Esto completa la prueba después de factorizar los términos indexados por "i".

## Generalización
Una forma general, también conocida como fórmula de Cauchy–Binet, establece lo siguiente:
Supóngase que A es una matriz de orden m×n y B es una matriz de n×m. Si S es un subconjunto de {1, ...,  n } con m elementos, se escribe AS para la matriz de m×m cuyas columnas son aquellas columnas de A que tienen índices de S. De manera similar, se escribe BS para la matriz de m×m cuyas filas son aquellas filas de B que tienen índices de S.
Entonces, el determinante del producto de A y B satisface la identidad
{\displaystyle \det(AB)=\sum _{\scriptstyle S\subset \{1,\ldots ,n\} \atop \scriptstyle |S|=m}\det(A_{S})\det(B_{S}),}
donde la suma se extiende sobre todos los posibles subconjuntos S de {1, ..., n} con m elementos.
Se obtiene la identidad original como un caso especial configurando
{\displaystyle A={\begin{pmatrix}a_{1}&\dots &a_{n}\\b_{1}&\dots &b_{n}\end{pmatrix}},\quad B={\begin{pmatrix}c_{1}&d_{1}\\\vdots &\vdots \\c_{n}&d_{n}\end{pmatrix}}.}